# Нове Вимисьле
Нове Вимисьле (пол. Nowe Wymyśle) — село в Польщі, у гміні Гомбін Плоцького повіту Мазовецького воєводства.
Населення — 188 осіб (2011).
У 1975-1998 роках село належало до Плоцького воєводства.

## Демографія
Демографічна структура станом на 31 березня 2011 року:
|          | Загалом | Допрацездатний вік | Працездатний вік | Постпрацездатний вік |
| -------- | ------- | ------------------ | ---------------- | -------------------- |
| Чоловіки | 92      | 20                 | 59               | 13                   |
| Жінки    | 96      | 21                 | 50               | 25                   |
| Разом    | 188     | 41                 | 109              | 38                   |